# لشبرن
لشبرن (به انگلیسی: Lashburn) یک منطقهٔ مسکونی در کانادا است که در ساسکاچوان واقع شده‌است. لشبرن ۳٫۱۱ کیلومتر مربع مساحت و ۹۶۷ نفر جمعیت دارد.